# FirstCaribbean International Bank
FirstCaribbean International Bank (FCIB) — барбадосский банк, один из лидирующих банков в Карибском бассейне. Акции FCIB включены в листинги фондовых бирж Барбадоса, Ямайки, Тринидада и Тобаго и Восточно-Карибской фондовой биржи.

## История
FCIB был образован в 2002 году в результате слияния CIBC West Indies Holdings и карибского подразделения Barclays Bank. По состоянию на 22 декабря 2006 года мажоритарным акционером FCIB является Canadian Imperial Bank of Commerce, владея долей в размере 91,5 % акций банка.